# Copadichromis pleurostigma
Espèce
Statut de conservation UICN

 LC  : Préoccupation mineure
Répartition géographique
Copadichromis pleurostigma est une espèce de poissons d'eau douce de la famille des Cichlidae endémique du lac Malawi en Afrique. Ce cichlidé fait partie des espèces communément appelées « Haplo ».

## Répartition
Ce poisson se rencontre dans lac Malawi (au Malawi, au Mozambique et en Tanzanie).

## Aquariophilie

### Reproduction
Cette espèce est incubatrice buccale maternelle, les femelles gardent les œufs, larves et tout jeunes alevins environ trois semaines, protégés dans leur gueule (sans manger ou en filtrant très légèrement les micro-détritus). Les mâles peuvent se montrer très insistants dès les premières maturités sexuelles des femelles, il est préférable de maintenir cette espèce en groupes de plusieurs individus (au moins en « trio » : un mâle pour deux femelles), de manière à diviser l'agressivité d'un mâle dominant sur plusieurs individus. 

### Croisement, hybridation, sélection
Il est impératif de maintenir cette espèce et le genre Copadichromis seul ou en compagnie d'autres espèces, d'autres genres, mais de provenance similaire (lac Malawi), afin d'éviter toute facilité de croisement. Le commerce aquariophile a également vu apparaitre un grand nombre de spécimens provenant d'Asie notamment et aux couleurs variées ou albinos, dues à la sélection, à l'hybridation ou autres procédés.

## Systématique
Le nom valide complet (avec auteur) de ce taxon est Copadichromis pleurostigma (Trewavas, 1935).
L'espèce a été initialement classée dans le genre Haplochromis sous le protonyme Haplochromis pleurostigma Trewavas, 1935,.
Copadichromis pleurostigma a pour synonyme :
- Haplochromis pleurostigma Trewavas, 1935

## Étymologie
Son épithète spécifique, pleurostigma, du grec ancien πλευρόν, pleurón, « flanc, côte, côté », et στίγμα, stigma, « piqûre, marque au fer rouge, stigmate, fait référence à la tache noire présente de chaque côté du corps.

## Publication originale
- (en) Ethelwynn Trewavas, « A synopsis of the Cichlid Fishes of Lake Nyasa », Annals and Magazine of Natural History, Londres, Taylor & Francis, vol. 16, no 91,‎ juillet 1935, p. 65-118 (ISSN 0374-5481, OCLC 1481361, DOI 10.1080/00222933508655026, lire en ligne).